# Нельсон, Эд
Эдвин Стаффорд «Эд» Нельсон (21 декабря 1928 – 9 августа 2014) —  американский актёр, наиболее известным по роли доктора Майкла Росси в сериале ABC «Пейтон-Плейс».
Нельсон появился в эпизодах многих телевизионных программ, сыграл в более чем пятидесяти кинофильмах и сотнях сценических постановок. До 2005 года преподавал актёрское искусство и сценаристику в Новом Орлеане в двух местных университетах. Разрушительный Ураган «Катрина» заставил  его перебраться с семьёй далеко на север, в  город Стерлингтон (Луизиана). Ближе к   смерти он переехал в Гринсборо (Северная Каролина), где находился в хосписе. Он умер в возрасте 85 лет.
С 1950 года был женат на Пэтси Миллер. У пары было шестеро детей.

## Избранная фильмография
- Стальная ловушка (1952) — человек в аэропорту
- Атака крабов-монстров (1955) — Куинлан
- Вторжение обитателей летающих тарелок (1957) — Том
- Улица тьмы (1958) — Славо
- Плачущий убийца ( 1958) – Рик Коннор
- Бадья крови (1959) — Арт Лакруа
- Элмер Гантри (1960) — мужчина у телефона
- Нюрнбергский процесс (1961) — капитан
- Пейтон-Плейс (1964 / 1969) — Майкл Росси
- Аэропорт 1975 (1974) — майор Джон Александр
- Улицы Сан-Франциско (1974) — Роберт Хоббс
- Ангелы Чарли (1979) — Джордж
- Полицейская академия 3: Переподготовка (1986) — губернатор
- Бренда Старр (1989) — Гарри Трумэн
- Кто я? (1998) — генерал Шерман
- Вердикт за деньги (2003) — Джордж Дресслер